# 스포티드 딕

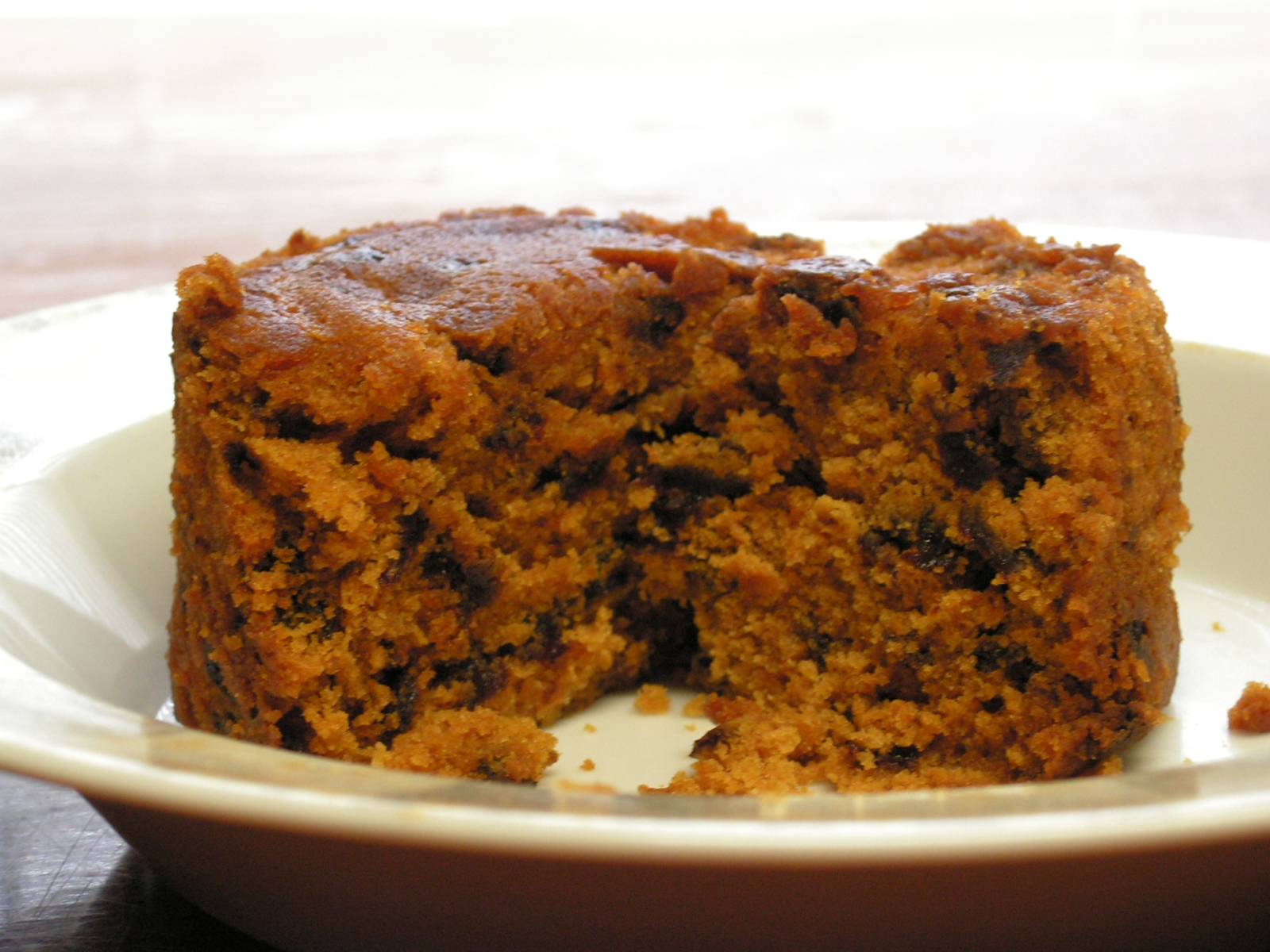

스포티드 딕(spotted dick)은 전통적인 영국식 찐 푸딩으로, 역사적으로 두태기름과 건과(보통 블랙 코린트 또는 건포도)로 만들어졌으며 커스터드와 함께 제공되기도 한다.
비전통적인 종류에는 두태기름을 다른 지방(예: 버터)으로 대체하거나 계란을 포함하여 스펀지 푸딩이나 케이크와 유사한 것을 만드는 요리법이 포함된다.